# Jürgen Meyer (Offizier)

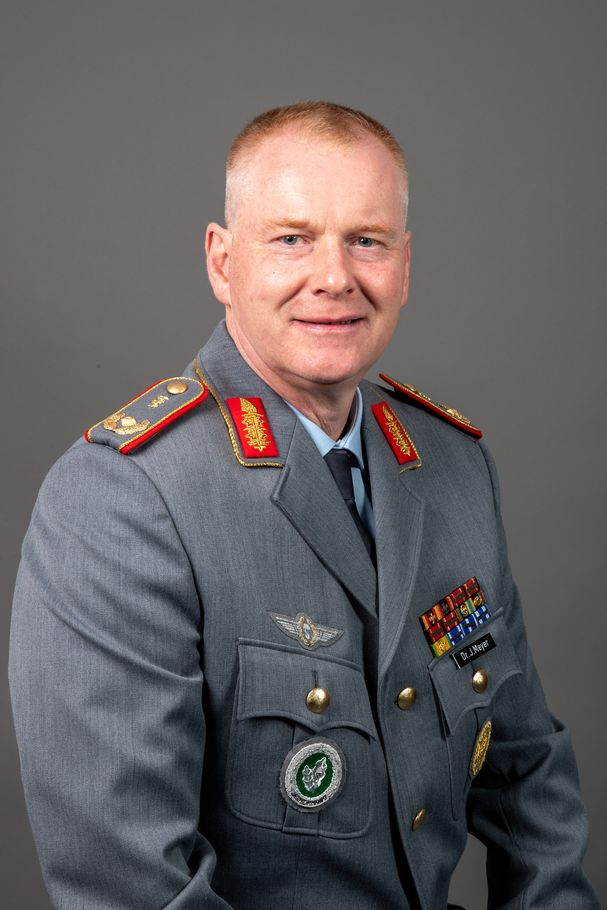
Generalarzt Jürgen Meyer

Jürgen Meyer (* 3. Oktober 1968 in Rheine) ist ein Generalarzt des Heeres der Bundeswehr und seit April 2025 Kommandeur der ambulante Gesundheitsversorgung im Kommando Gesundheitsversorgung der Bundeswehr in Koblenz.

## Militärische Laufbahn
Nach der Schulausbildung in Gelsenkirchen, Schloss Holte-Stukenbrock und Oerlinghausen trat Meyer 1988 beim Sanitätsbataillon 6 in Itzehoe in die Bundeswehr ein. Von 1989 bis 1995 absolvierte er das Studium der Medizin an der Westfälischen Wilhelms-Universität in Münster. Militärisch wurde er zum Einzelkämpfer und an der Luftlande- und Lufttransportschule in Altenstadt im automatischen Fallschirmsprung ausgebildet.
Anschließend war er zunächst im Rang eines Leutnants, dann eines Stabsarztes, Assistenzarzt in den Abteilungen Chirurgie, Innere Medizin und Anästhesie im Bundeswehrkrankenhaus Hamm. 1998 wurde er Truppenarzt im Standortsanitätszentrum Augustdorf, einhergehend mit der Beförderung zum Oberstabsarzt im Jahr 1999. Neben der Qualifikation zum Facharzt für Allgemeinmedizin erwarb er die Zusatzbezeichnung Sportmedizin und die Fachkunde Rettungsdienst. Von 2000 bis 2002 war er Kompaniechef der 2. Kompanie im Sanitätsregiment 7, gefolgt von einer Verwendung als Dozent im Zentrum Führung Gemeinsame Operationen an der Führungsakademie der Bundeswehr in Hamburg. Er nahm von 2003 bis 2005 am 46. Generalstabslehrgang des Heeres an der Führungsakademie der Bundeswehr teil.
Ab 2005 wurde Meyer als Dezernatsleiter für internationale Zusammenarbeit in der G3-Abteilung im Sanitätsführungskommando in Koblenz eingesetzt. Im gleichen Jahr wurde er zum Oberfeldarzt befördert. 2006 erfolgte die Versetzung in das NATO Allied Command Transformation (ACT) in Norfolk, USA, als Staff Officer Medical Policy, Doctrine and Education, bis er 2008 zum Kommandeur des Kommandobereichs Follow on Forces im Kommando Schnelle Einsatzkräfte Sanitätsdienst in Schwanewede berufen wurde. In diese Zeit fällt auch seine Funktion als Kommandeur der Medical Task Force einer deutsch-polnischen EU Battle Group. Daraufhin wurde er Referent für internationale Zusammenarbeit beim Führungsstab des Sanitätsdienstes (FüSan II 1) und anschließend Adjutant des Inspekteurs des Sanitätsdienstes der Bundeswehr im Bundesministerium der Verteidigung in Bonn.
2012 wechselte Meyer als Oberstarzt und Referatsleiter I 2 (Fähigkeitsmanagement) in das Kommando Sanitätsdienst der Bundeswehr in Koblenz. 2014 kehrte er als Leiter des Fachbereichs Sanitätsdienst und Gesundheitswissenschaften an die Führungsakademie der Bundeswehr zurück, um wiederum ab 2016 mit der Funktion des Leiters Spezialstab im Kommando Sanitätsdienst der Bundeswehr betraut zu werden. Von 2018 bis März 2022 war er Referatsleiter bei Planung II 1 im Bundesministerium der Verteidigung und dort für sanitätsdienstliche Fähigkeitsentwicklung sowie die Planungskategorien Personal, Organisation und Infrastruktur verantwortlich.
Von 2022 bis 2023 war Meyer Stellvertreter des Kommandeurs im Kommando Regionale Sanitätsdienstliche Unterstützung der Bundeswehr in Diez. Damit nahm er auch die Aufgabe des Beauftragten für Integrierte Versorgung und Fachaufgaben wahr. In dieser Funktion war er u. a. für die Weiterentwicklung der ambulanten medizinisch-dienstlich orientierten Rehabilitation der Bundeswehr verantwortlich. Auf diesem Dienstposten erhielt er auch die Beförderung zum Generalarzt.
Ab April 2023 war Meyer Abteilungsleiter A im Kommando Sanitätsdienst der Bundeswehr in Koblenz. Seit April 2025 ist er Kommandeur Ambulante Gesundheitsversorgung im Kommando Gesundheitsversorgung der Bundeswehr in Koblenz.

## Einsätze
- 1997: SFOR, Bosnien-Herzegowina, Feldlazarett des deutsch-französischen Einsatzkontingents
- 1998–1999: KVM, ehemalige jugoslawische Republik Mazedonien, Beweglicher Arzttrupp der Extraction Force
- 2000–2001: KFOR, Kosovo, Kompaniechef MEDEVAC
- 2010: ISAF, Afghanistan, Deputy Medical Advisor ISAF Joint Command

## Auszeichnungen
- 1997: Einsatzmedaille der Bundeswehr SFOR
- 1997: NATO-Medaille Former Yugoslavia
- 1999: Einsatzmedaille der Bundeswehr KVM
- 2001: Einsatzmedaille der Bundeswehr KFOR
- 2001: NATO-Medaille Kosovo
- 2001: Medaille des Befehlshabers Heeresführungskommando
- 2006: Ehrenkreuz der Bundeswehr Silber
- 2010: Einsatzmedaille der Bundeswehr ISAF
- 2010: NATO Medaille ISAF
- 2018: Ehrenkreuz der Bundeswehr Gold
- 1999/2022: Viertagekreuz Nijmegen-Marsch

## Akademische Grade
- Dr. med. Westfälische Wilhelms-Universität Münster
- DBA Health Care Management and Leadership, California Intercontinental University
- M.Sc. Gesundheitsmanagement, Universität Koblenz-Landau
- M.A. Militärische Führung und Internationale Sicherheit, Helmut-Schmidt-Universität Hamburg

## Privates
Meyer ist verheiratet und hat zwei Söhne.